# Громадяни за європейський розвиток Болгарії
Громадя́ни за європе́йський ро́звиток Болга́рії (ГЄРБ; болг. Граждани за европейско развитие на България, ГЕРБ) — консервативна, популістська політична партія, що була правлячою партією Болгарії у 2009 — 2021, заснована 2006 року. Лідер — Бойко Борисов.

## Історія
7 лютого 2008 року ГЄРБ була прийнята до складу Європейської народної партії.
5 липня 2009 року на виборах в 41-е Народні збори партія ГЄРБ здобула переконливу перемогу, зібравши 1 678 641 голосів виборців і отримавши в цілому 117 мандатів. Завдяки цьому партія змогла сформувати уряд, який очолив її лідер Бойко Борисов.
Попри те, що на парламентських виборах 2013 ГЄРБ здобула найбільшу кількість депутатів в болгарському парламенті, вона не увійшла в урядову коаліцію.
Після парламентських виборів 2014 ГЄРБ, яка здобула найбільшу кількість депутатів, сформувала коаліційний уряд на чолі з Б. Борисовим.
У 2020 році ГЄРБ зазнала розколу, оскільки вийшла значна кількість членів та місцевих партійних організацій. Весь 2020 рік у Болгарії проходили протести проти уряду ГЄРБ, але тим не менше Борисов не пішов у відставку.
На віборах у квітні 2021 року партія посіла перше місце, на повторних віборах у липні, а потім і в листопаді 2021 року друге місце, перейшовши в опозицію.
У червні 2022 року коаліція на чолі з Петковим розвалилася. У жовтні 2022 року пройшли нові вібори, на яких ГЄРБ посіли перше місце, проте не змогли сформувати уряд. У зв'язку з цим, у квітні 2023 року в Болгарії пройшли чергові повторні вибори, де ГЄРБ знову зайняли перше місце.

## Вибори

### Парламент
| Вибори        | Голосів   | %          | Місць     | +/–  | Уряд               |
| ------------- | --------- | ---------- | --------- | ---- | ------------------ |
| 2009          | 1,678,583 | 39.72 (#1) | 116 / 240 |      | Уряд меншості      |
| 2013          | 1,081,605 | 30.54 (#1) | 97 / 240  | ▼ 27 | Опозиція           |
| 2014          | 1,072,491 | 32.67 (#1) | 84 / 240  | ▼ 13 | Коаліція           |
| 2017          | 1,147,283 | 32.65 (#1) | 95 / 240  | ▲ 11 | Коаліція           |
| квітень 2021  | 837,707   | 26.18 (#1) | 73 / 240  | ▼ 22 | Позачергові вибори |
| липень 2021   | 642,165   | 23.51 (#2) | 63 / 240  | ▼ 12 | Позачергові вибори |
| листопад 2021 | 596,456   | 22.44 (#2) | 59 / 240  | ▼ 4  | Опозиція           |
| 2022          | 634,627   | 25.34 (#1) | 67 / 240  | ▲ 8  | Коаліція           |
| 2023          | 669.924   | 26.49(#1)  | 69 / 240  | ▲2   |                    |

### Президентські
| Коаліція | Кандидат          | Перший тур | Перший тур | Перший тур | Другий тур | Другий тур | Другий тур |
| Коаліція | Кандидат          | голосів    | %          | Місце      | голосів    | %          | Результат  |
| -------- | ----------------- | ---------- | ---------- | ---------- | ---------- | ---------- | ---------- |
| 2011     | Росен Плевнелієв  | 1,349,380  | 40.1       | 1st        | 1,698,136  | 52.6       | перемога   |
| 2016     | Цецка Цачева      | 840,635    | 22.0       | 2nd        | 1,256,485  | 36.2       | Програш    |
| 2021     | Анастас Герджиков | 610,862    | 22.8       | 2nd        | 733,791    | 31.8       | Програш    |

### Європарламент
| Вибори | голосів | %          | Місць  | +/– |
| ------ | ------- | ---------- | ------ | --- |
| 2007   | 420,001 | 21.68 (#1) | 5 / 18 |     |
| 2009   | 627,693 | 24.36 (#1) | 5 / 18 | ▬   |
| 2014   | 680,838 | 30.40 (#1) | 6 / 17 | ▲ 1 |
| 2019   | 607,194 | 30.13 (#1) | 5 / 17 | ▼ 1 |